# دوژور
دو ژور (‎/deɪ ˈdʒʊəri, di -, ˈjʊər-/‎ day JOOR-ee, dee -, YOOR-ee؛ لاتین: dē iūre، ت.ت. 'by law') یا قانونی، در قانون و حکومت، روش‌هایی را توصیف می‌کند که قانوناً به رسمیت شناخته شوند، خواه در واقعیت وجود داشته باشند یا نداشته باشند.
این اصطلاح در مقابلِ اصطلاحِ دِفاکتو (در عمل) یا بالفعل قرار می‌گیرد؛ که از نظر لغوی به‌معنای درواقع در زبان فارسی یا «بالقوه» و در اصطلاح حقوقی معادل غیررسمی و آنچه که عملاً وجود دارد به کار می‌رود.

## شناسایی دوژور
شناسایی دوژور، شناسایی بی‌قید و شرط یک دولت یا کشور جدید به‌عنوان دولتی مستقل که توانایی اعمال حاکمیت بر قلمرو و اجرای تعهدات بین‌المللی خود را دارد است. شناسایی دوفاکتو موقت است، اما شناسایی دوژور شامل روابط کامل دیپلماتیک و مصونیت نمایندگان سیاسی کشور شناسایی‌شونده هم می‌شود. شناسایی دوژور، یک شناسایی قطعی، کامل و غیرقابل‌لغو است و تنها راه بی‌اثر کردن آن، قطع کامل روابط دیپلماتیک و کنسولی با کشور یا حکومت شناسایی‌شده است.